# 劍山國定公園

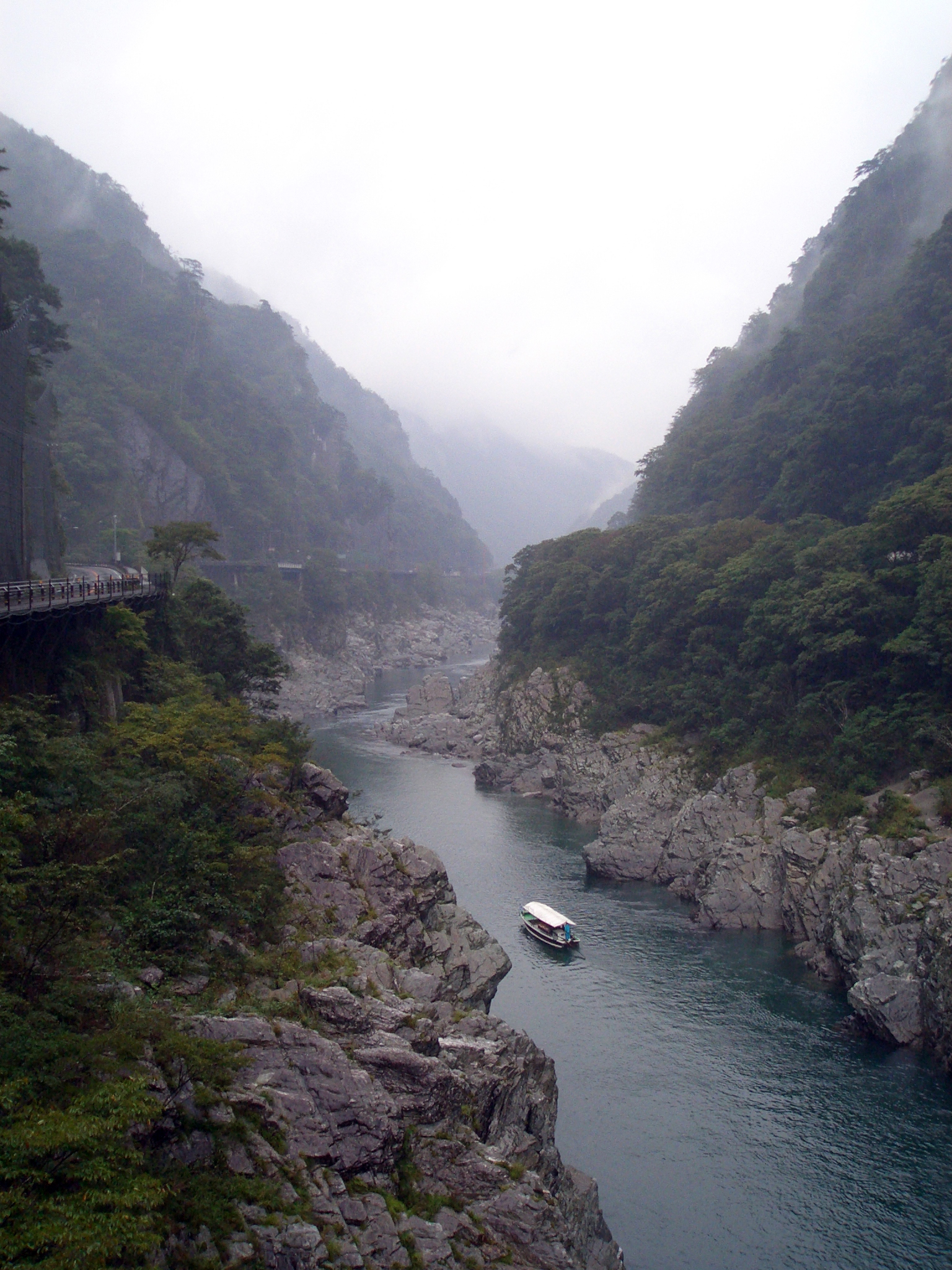
大步危

劍山國定公園（日语：つるぎさんこくていこうえん），是位在日本德島縣、高知縣的國定公園。1964年3月3日指定。總面積20,961ha。

## 主要景點
- 劍山
- 祖谷溪
- 大步危
- 小步危

## 關連市町村
- 德島縣 - 美馬市、三好市、那賀町、劍町、東三好町
- 高知縣 - 香美市

## 關連項目
- 國定公園
- 平家落人

## 外部連結
- （日語）徳島県の自然公園
- （日語）高知県の自然公園